# Kingstree
Kingstree è una città degli Stati Uniti d'America, situata nella Contea di Williamsburg nello Stato della Carolina del Sud.